# Malasiella coronopunctata
Malasiella coronopunctata är en insektsart som beskrevs av Evans 1954. Malasiella coronopunctata ingår i släktet Malasiella och familjen dvärgstritar. Inga underarter finns listade i Catalogue of Life.